# Words as Weapons
„Words as Weapons” – singel brytyjskiej piosenkarki Birdy. Utwór został wydany 14 kwietnia 2014 roku przez wytwórnię płytową Warner Music Group jako czwarty singel piosenkarki z jej drugiego albumu studyjnego, zatytułowanego Fire Within. Tekst utworu został napisany przez samą piosenkarkę oraz Ryana Teddera, natomiast jego produkcją zajął się Tedder. 
Do utworu został zrealizowany teledysk. Został on wyreżyserowany przez Sophie Muller. W klipie Birdy występuje jako duch dziewczyny, który nawiedza byłego chłopaka

## Notowania na listach przebojów
| Notowanie (2014)                        | Najwyższa pozycja |
| --------------------------------------- | ----------------- |
| Belgia (Ultratip 50 Singles (Flandria)) | 2                 |
| Francja (Top 200 Singles)               | 125               |
| Niemcy (Single Chart)                   | 63                |